# Zuhair Bakheet
Zuhair Bakheet (en árabe: زهير بخيت‎; Dubái, Emiratos Árabes Unidos; 13 de julio de 1967) es un exfutbolista de los Emiratos Árabes Unidos que jugaba en la posición de delantero.

## Carrera

### Club
Jugó toda su carrera con el Al Wasl FC de 1986 a 2004, con el que fue campeón nacional en tres ocasiones y ganó dos copas nacionales.

### Selección nacional
Jugó para Emiratos Árabes Unidos en 112 ocasiones y anotó 27 goles, participó en la Copa Mundial de Fútbol de 1990, tres ediciones de la Copa Asiática, cinco apariciones en la Copa de Naciones del Golfo y en los Juegos Asiáticos de 1994.

## Logros

### Club
- UAE Pro League: 3

1987–88, 1991–92, 1996–97
- Copa Presidente de Emiratos Árabes Unidos: 1

1997
- Copa Federación EAU: 1

1992-93

### Individual
- Goleador de la UAE Pro League: 1988.